# Allan Pinkerton

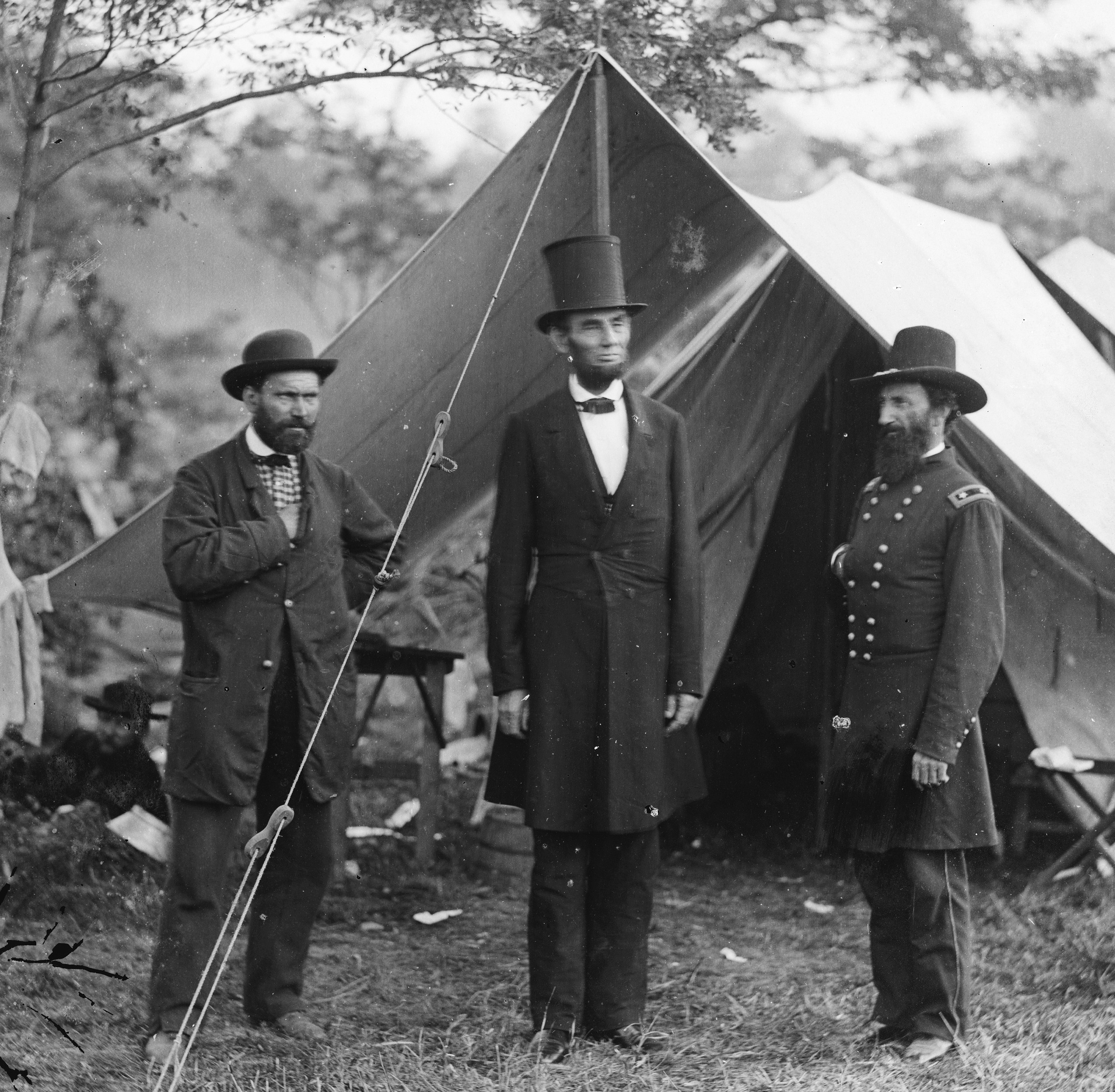
Pinkerton (vlevo), prezident Lincoln (uprostřed) a generál McClernand po bitvě u Antietamu 1862

Allan Pinkerton (25. srpna 1819 Glasgow – 1. července 1884 Chicago) byl americký detektiv a zakladatel Pinkertonovy agentury, která je považována za první americkou soukromou detektivní agenturu.

## Život
Allan Pinkerton se narodil v Gorbalsu, čtvrti města Glasgow, jako syn nezaměstnaného policisty Williama Pinkertona a jeho manželky Isobel McQueenové. V deseti letech, po smrti svého otce, opustil školu, aby pomáhal živit rodinu. Jako bednářský tovaryš se připojil k anglickému chartistickému hnutí. Brzy se mu podařilo v organizaci zaujmout uznávané místo. Jako chartista prosazoval vliv odborů, sociální reformy a rozšíření britského volebního práva. Krátce po sňatku se zpěvačkou Joan Carfraeovou (1822–1887) 13. března 1842 byli novomanželé varováni, že kvůli Pinkertonově politické aktivitě mu bezprostředně hrozí zatčení. Oba poté lodí uprchli ze Skotska a emigrovali do USA.
Pinkerton nejprve začal znovu pracovat jako bednář v továrně v Chicagu. Za peníze, které vydělal, se pak v roce 1843 usadil v Dundee, asi 70 kilometrů severozápadně od Chicaga, a založil tam vlastní bednářskou firmu: Pinkerton's One and Original Cooperage of Dundee. Dařilo se mu a brzy pro něj pracovalo deset řemeslníků. Pinkertonův syn William se narodil v roce 1846 a brzy následovala dvojčata Robert a Joan. V roce 1846 Pinkerton náhodně objevil místo pobytu gangu padělatelů, což místnímu šerifovi s Pinkertonovou podporou umožnilo je zatknout. Když mu šerif z okresu Cook County nabídl práci, Pinkerton s rodinou se v roce 1849 přestěhovali do Chicaga a Pinkerton pracoval jako detektiv pro policii. Jeho oficiální titul byl „vyšetřovatel“. Vzhledem k tomu, že za své služby nedostával příliš mnoho peněz, Allan Pinkerton v roce 1850 odešel z policejní služby a společně s bývalým státním zástupcem Edwardem Ruckerem založili Severozápadní policejní agenturu (North-Western Police Agency), později přejmenovanou na Pinkertonovu národní detektivní agenturu (Pinkerton's National Detective Agency). Detektivní agentura měla ve svém logu široce otevřené oko se sloganem „Nikdy nespíme“ – We never sleep.

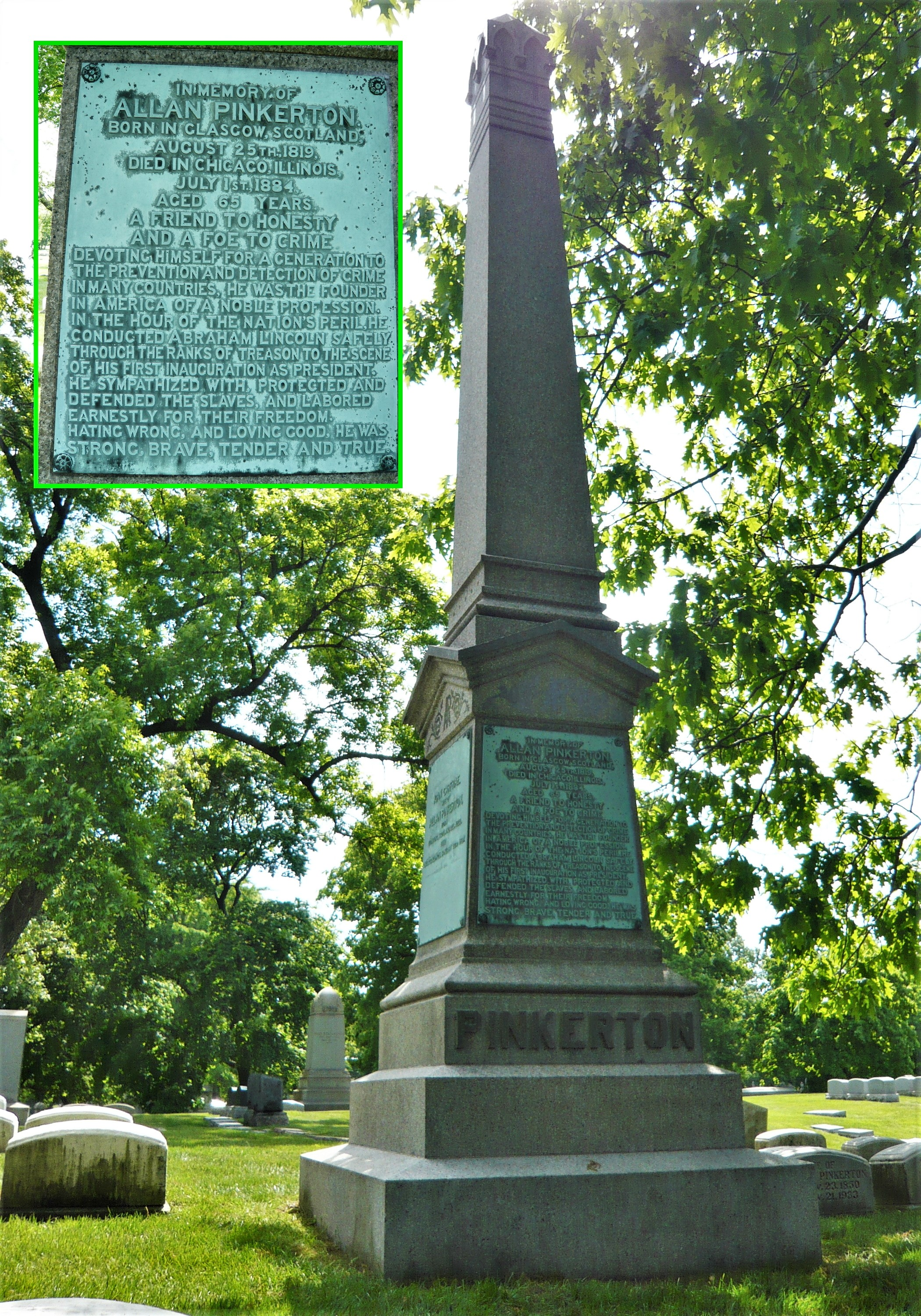
Pinkertonův hrob, hřbitov Graceland, Chicago

Hlavními klienty agentury byly místní železniční společnosti. Pinkerton používal tajné agenty, kteří se při vyšetřování a prevenci zločinů nevyhýbali ani fyzickému násilí. Při vyšetřování jednoho případu na železnici narazil Allan Pinkerton na důkazy o plánovaném atentátu na prezidenta Abrahama Lincolna (1809–1865). Po konzultaci s vládními bezpečnostními agenturami šel po této stopě a výsledkem byla likvidace zločinecké skupiny bratrů Daltonových.
Pinkertonova agentura rychle vyšetřila některé významné loupeže na železničních tratích, které také upoutaly pozornost ve Washingtonu. Například se podařilo identifikovat pachatele loupeže u společnosti Adams Express Company s lupem 700 tisíc tehdejších dolarů. Jedním z ředitelů železničních společností, pro které Pinkerton pracoval, byl George McClellan (1826–1885). Allan Pinkerton se s ním spřátelil, a když se během americké občanské války v roce 1861 McClellan stal generálem sil Unie, dostal od něj Pinkerton další zakázky. Jednou z nich bylo zřízení vojenské tajné služby, která shromažďovala informace o pohybu nepřátelských vojsk. Během těchto úkolů Pinkerton pracoval pod identitou majora E. J. Allana, ale po celou dobu zůstal civilistou. Po odvolání McClellana jako vrchního velitele armády Unie v březnu 1862 Pinkerton odmítl pokračovat v práci pro Unii.
Po válce Pinkerton pokračoval v rozvoji a rozšiřování Pinkertonovy agentury. Zvýšil počet poboček, například v roce 1865 byla otevřena první pobočka Pinkertonovy agentury v New Yorku. S nástupem fotografie vznikla možnost ještě lepší identifikace zločinců. Allan Pinkerton to využil a založil první americkou kartotéku s fotografiemi pachatelů a podezřelých. Koncem 70. a začátkem 80. let se pak těžištěm práce stal boj proti odborům. Pinkertonova agentura infiltrovala stávky a podporovala činnost stávkokazů (viz mlácení odborů); tato činnost zůstala prioritou agentury i po Pinkertonově smrti. Když Allan Pinkerton zastárl, předal firmu svému nejstaršímu synovi Williamovi, který tehdy už ve společnosti pracoval.
Allan Pinkerton zemřel na infekci; kousl se do jazyka, když v Chicagu klopýtl na chodníku. Vzhledem k tomu, že zranění nebral vážně, došlo k infekci rány a vyvinula se gangréna, na kterou zemřel. Byl pohřben na hřbitově Graceland v Chicagu.

## Dílo
- A double life and the detectives. Dillingham, New York.
- Strikers, communists and tramps. Dillingham, New York 1900.
- Thirty years of a detective. Dillingham, New York 1900.